# 1333 Cevenola
1333 Cevenola è un asteroide della fascia principale. Scoperto nel 1934, presenta un'orbita caratterizzata da un semiasse maggiore pari a 2,6325049 au e da un'eccentricità di 0,1343637, inclinata di 14,63973° rispetto all'eclittica.
L'asteroide è dedicato alla catena montuosa Cevenne.
Nel 2004 ne è stata scoperta la probabile natura binaria, senza tuttavia assegnare un nome pur provvisorio al satellite. Le due componenti del sistema avrebbero dimensioni di circa 16,2 e 5,67 km.